# Бранимир Млачич
Браними́р Мла́чич (хорв. Branimir Mlačić; нар. 12 березня 2007) — хорватський футболіст, захисник клубу «Хайдук».

## Клубна кар'єра
Вихованець юнацької команди «Трогір 1912», звідки 2018 року перейшов до академії сплітського «Хайдука». Влітку 2024 року підписав з клубом контракт до 2026 року.
31 липня 2025 року дебютував в основному складі «Хайдука» в матчі кваліфікації Ліги конференцій УЄФА проти азербайджанського клубу «Зіра», вийшовши з перших хвилин гри. 3 серпня в поєдинку проти клубу «Істра 1961» дебютував в Хорватській футбольній лізі.

## Кар'єра в збірній
Виступав за збірну Хорватії до 19 років. В серпні 2025 року вперше викликаний в збірну Хорватії до 21 року для участі в матчі кваліфікації молодіжного чемпіонату Європи проти збірної Туреччини.

## Статистика виступів
Станом на 14 серпня 2025 
| Клуб              | Сезон             | Чемпіонат         | Чемпіонат | Чемпіонат | Кубок | Кубок | Єврокубки | Єврокубки | Інші  | Інші | Всього | Всього |
| Клуб              | Сезон             | Дивізіон          | Матчі     | Голи      | Матчі | Голи  | Матчі     | Голи      | Матчі | Голи | Матчі  | Голи   |
| ----------------- | ----------------- | ----------------- | --------- | --------- | ----- | ----- | --------- | --------- | ----- | ---- | ------ | ------ |
| Хайдук            | 2025–26           | ХФЛ               | 2         | 0         | 0     | 0     | 3         | 0         | 0     | 0    | 5      | 0      |
| Всього за кар'єру | Всього за кар'єру | Всього за кар'єру | 2         | 0         | 0     | 0     | 3         | 0         | 0     | 0    | 5      | 0      |

1. ↑  Матчі в Лізі конференцій УЄФА